# Honda EV Plus
Honda EV Plus – pierwszy produkcyjny samochód elektryczny o akumulatorach innych, niż kwasowo-ołowiowe produkowany przez koncern Honda. Powstało jedynie około 300 sztuk EV Plusów. Ich produkcji zaprzestano, gdyż Honda skupiła się na produkcji samochodów o napędzie hybrydowym, czego owocem była Honda Insight. EV Plus powstał jako odpowiedź na EV1 produkowanego przez General Motors, poza tym jako pojazd nie emitujący spalin został zaliczony przez California Air Resource Board (CARB) jako Zero Emmision Vehicle (w skrócie ZEV), czyli w świetle ustawy o czystości powietrza umożliwiał Hondzie kontynuowanie sprzedaży samochodów na terenie Kalifornii.

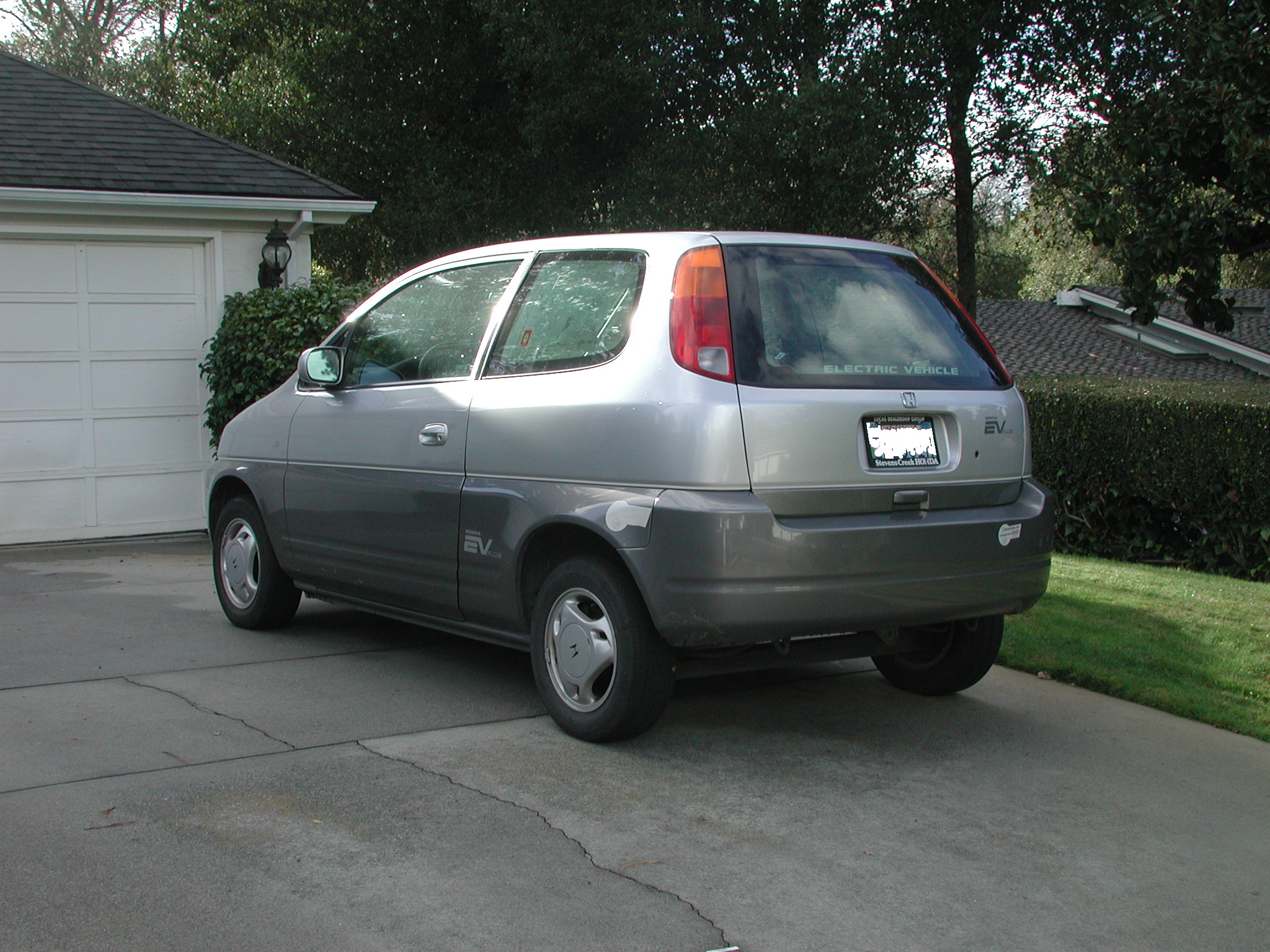
Tył EV Plus

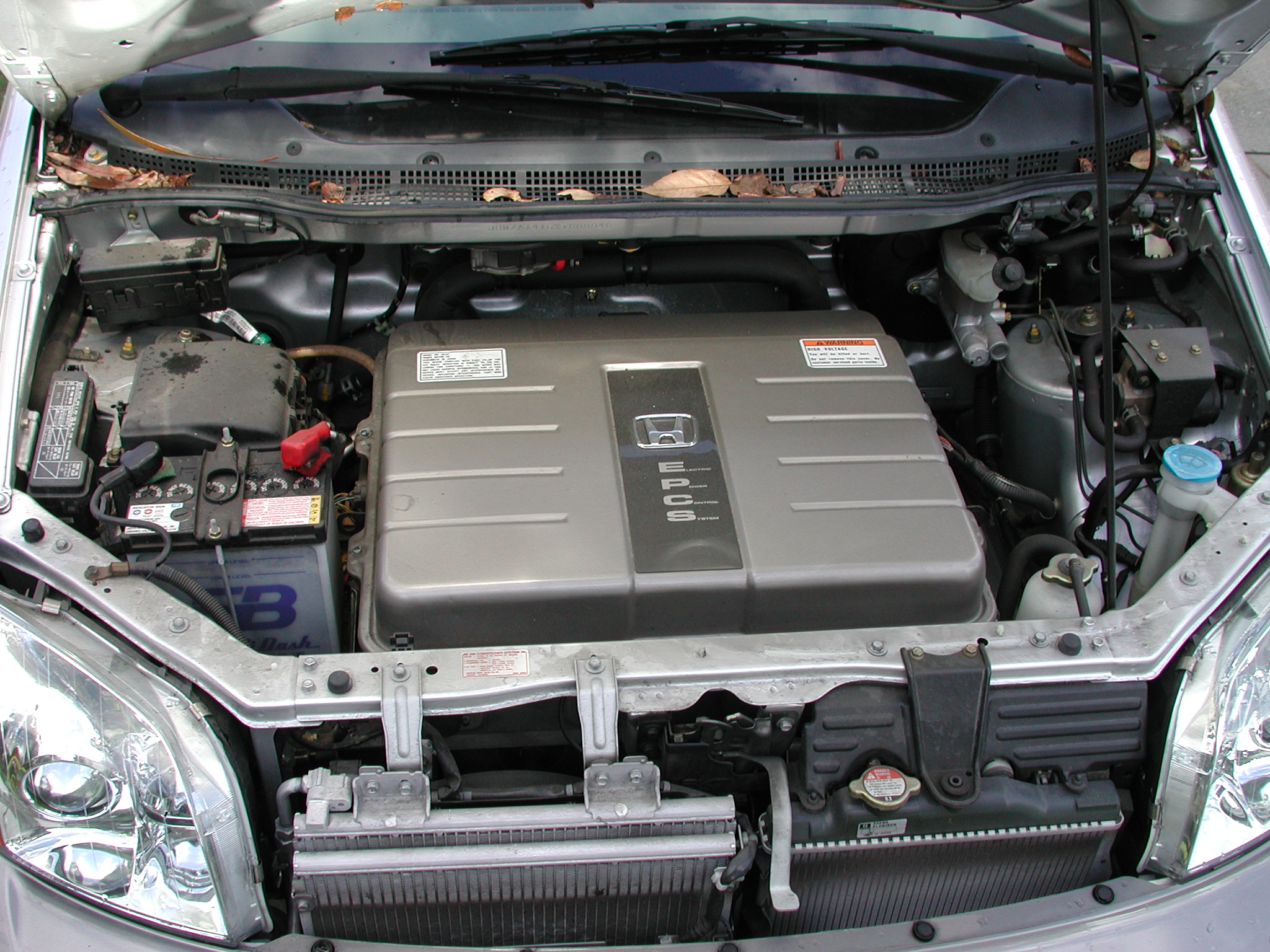
Silnik EV Plus

Honda EV Plus posiadała dwa tryby działania – zwykły oraz ekonomiczny. W trybie zwykłym samochód miał dużo lepsze przyspieszenie, ale kosztem znacznego zmniejszenia zasięgu. W trybie ekonomicznym zwiększony zasięg był odkupiony ograniczoną mocą silnika. Jak we wszystkich pojazdach elektrycznym rzeczywisty zasięg zależał przede wszystkim od stylu jazdy – nagłe przyspieszenia, wyższe prędkości i ostre hamowania nie pozwalające odzyskać energii poprzez hamowanie silnikiem skutecznie redukowały zasięg nawet kilkakrotnie. Spokojna jazda w trybie ekonomicznym dawała zasięg 130–180 km. Do zasilania akcesoriów stosowany był oddzielny 12V akumulator.
Wysoka cena odstraszała kupujących, dlatego Honda wprowadziła możliwość wynajmu osobom prywatnym.
Wynajmowane samochody posiadały:
- odtwarzacz CD
- elektrycznie sterowane szyby
- zamek centralny
- klimatyzację

Po 36 miesiącach wszystkie wynajęte samochody zostały zebrane i większość z nich została zniszczona (patrz film Who Killed the Electric Car?). Część podwozi posłużyła do budowy prototypu samochodu napędzanego ogniwami paliwowymi, Hondy FCX.

## Dane techniczne
- Rozstaw kół przód/tył: 59,1 cali/58,7 cali (1,50 m/1,49 m)
- Przeniesienie napędu: Na koła przednie
- Miejsc: 4
- Napięcie silnika: 288 V
- Silnik: Prądu stałego, bezszczotkowy
- Moc: 49 kW (66 hp)
- Akumulatory 24 12 V Ni-MH
- Ładowarka: Wbudowana
- Czas ładowania: 6-8 h
- Przyspieszenie: 4,9 s (0-50 km/h)
- Maksymalna prędkość: 80+ mil na godzinę (130 km/h)
- Zasięg: 160 km (100 mil) (80% rozładowania). Do 190 km (120 mil) w idealnych warunkach